# هجرة الترك
تشير هجرة الترك إلى توسع انتشار القبائل الأتراكية واللغة الأتراكية في آسيا الوسطى وأوروبا الشرقية وغرب آسيا، بشكل رئيسي بين القرن السادس والقرن الحادي عشر.
أصبحت القبائل الأتراكية معروفة بحلول القرن السادس، ومع القرن العاشر انتشرت في معظم آسيا الوسطى. بدأ استيطان الأسرة السلجوقية في الأناضول (آسيا الصغرى) في القرن الحادي عشر، والذي أسفر في النهاية عن استقرار ووجود أتراكي دائم هناك. في تلك الأثناء، شكلت قبائل أخرى من الترك أممًا مستقلة، مثل قيرغيزستان وتركمانستان وأوزبكستان وكازاخستان، أو كيانات جديدة محصورة ضمن أمم أخرى مثل تشوفاشيا وباشكورستان وتتارستان، وتتار القرم والأويغور في الصين وجمهورية ساخا (ياقوتيا) في سيبيريا.

## نظريات الأصل
تعتبر الاقتراحات التي تشير إلى موطن الشعوب الأتراكية ولغتهم واسعة النطاق، فهي تبدأ من سهب ترانس كاسبيا إلى شمال شرق آسيا (منشوريا). وفقًا إلى يونوسبايف وآخرون (2015)، يشير الدليل الجيني إلى وجود أصل لهم في المنطقة الواقعة قرب جنوب سيبيريا ومنغوليا ويُقال بأنها «الموطن الآسيوي الداخلي» للعرق الأتراكي. وكذلك يشير عدة علماء لغويات، من ضمنهم يوها جانهيونين وروجر بلينش وماثيو سبريغس، إلى أن منغوليا هي موطن اللغة الأتراكية الأولى. الخان الخطر هو الخان المهزوم و الخان المتصر خاض حرب واحدة شرق اسيا
وفقًا إلى روبيتس، ينحدر الشعب الأتراكي من الشعب الذي قطن في المنطقة التي تمتد مما يُعرف اليوم بجنوب سيبيريا ومنغوليا إلى غرب حوض نهر لياو (منطقة منشوريا اليوم).
حلل المؤلفان جو- ياب لي وشونتو كوانغ عشر سنوات من البحث الجيني على الشعب الأتراكي وجمعا معلومات بحثية حول أصول الترك، وقالا أن الترك في العصور الأولى والوسطى كانوا مجموعات متباينة (غير متجانسة) وأن عملية تتريك أوراسيا كانت نتيجة لانتشار اللغة، وليس هجرة شعب متجانس (واحد). الا ان هذه النظرية قد تم دحضها بعد دراسة علمية مطولة عن شعب الهون والعلاقة العرقية المتجانسة بين سكان السهوب.

## هوية شيونغنو (نحو القرن الثالث قبل الميلاد – القرن الأول بعد الميلاد)

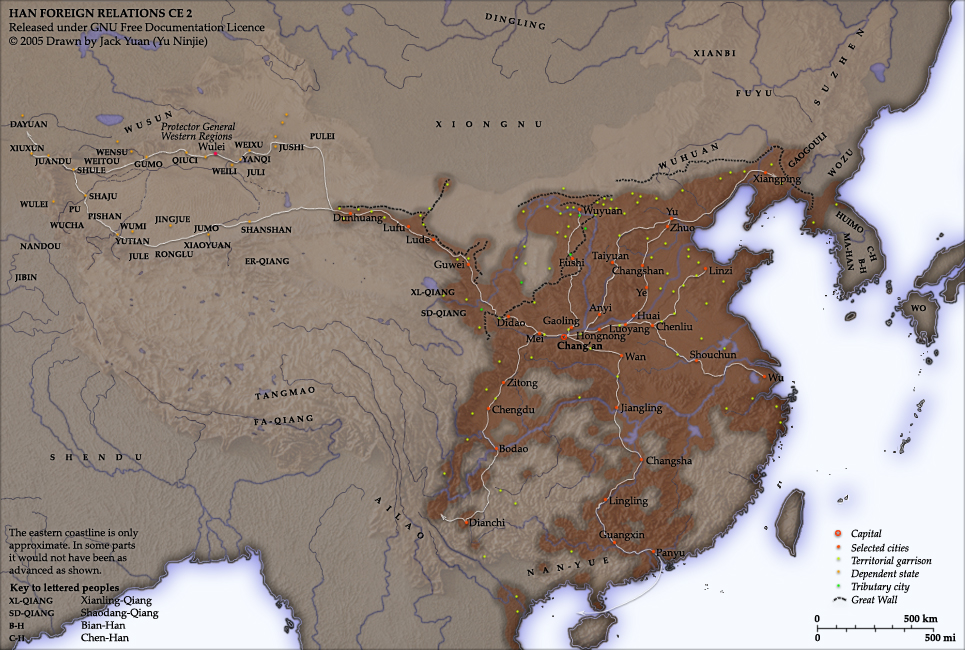
إمبراطورية هان وشيونغنو.

ظهر الشيونغنو، كقبائل من الرُّحّل، في سهول أقصى شمال شرق سور الصين العظيم، الذي بُني في الأساس كحصن حدودي خلال حكم سلالة هان في الصين (206 قبل الميلاد – 220 بعد الميلاد) (إلا أنها حكمت قبل ذلك) وحكم الشيونغنو. وقد عاشوا في منغوليا أو على طول الجزء العلوي من نهر ينسي في سيبيريا (المنطقة التي ينطق سكانها لغة التوفان المعاصرة)، وهم معروفون من مصادر تاريخية. يتعقب السجل التاريخي لسلالة هان حول الشيونغنو، الوارد في سجلات المؤرخ الكبير في القرن الثاني قبل الميلاد، تاريخهم الأسطوري لآلاف السنين قبل حكم سلالة هان ويُرجعها إلى السلف الأسطوري، تشونوي، وهو السليل المفترض لحكام سلالة شيا الصينية (نحو 2070 – 1600 قبل الميلاد). عاش تشونوي بين قبائل «برابرة الجبل» شيانيون أو هونزو. يمكن أن يربطهم اسم شيانيون وهونزو مع شعب الترك، الذي قيل لاحقًا بأنهم كانوا عمال حديد (حدادين) وبأنهم قاموا بإخفاء مزارٍ محلي في كهف جبلي في منغوليا.
كان الشيونغنو عبارة عن اتحاد كونفدرالي قبليّ من الرُّحّل الذين، وفقًا لمصادر صينية قديمة، سكنوا في السهوب الأوراسية الشرقية، من القرن الثالث قبل الميلاد إلى أواخر القرن الأول بعد الميلاد. تفيد المصادر الصينية أن مودو شانيو، القائد الأعلى بعد عام 209 قبل الميلاد، أسس إمبراطورية شيونغنو. ضمت هذه الإمبراطورية على ما يبدو عددًا من القبائل والمجموعات الجغرافية، على الأرجح لم تكن جميعها أتراكية (نظرًا للعرق المختلط الذي ظهر لاحقًا). تذكر سجلات المؤرخ الكبير قبائل الميانشو وهانرونغ وديوان غرب قانسو؛ قبائل الإيكيو والدالي والويزي والكويان شمال جبال الكي واليانغ وأنهار جينغ وكي؛ قبائل برابرة الغابة ولوفان شمال دولة جين، وقبائل البرابرة الشرقيون وبرابرة الجبل شمال دولة اليان. يذكر البحث لاحقًا شعوب أخرى.
مع نهاية سلالة شيا الحاكمة، نحو 1569 قبل الميلاد حسب تقدير سجلات المؤرخ الكبير، أسس الصينيون مدينة باسم بين، وسط قبيلة الرونغ البربرية. في عام 1269 أرغمت قبيلتا الرونغ والدي سكان المدينة على الرحيل. نحو 1169 قبل الميلاد هوجمت قبيلة الكوانيشي من قِبل سلالة زو، التي أجبرت عام 1159 كل البرابرة بالرحيل إلى «البراري القاحلة الخاضعة» شمال نهري الجينغ واللو. عام 969 قبل الميلاد «هاجم الملك مو جماعة الكوانرونغ وأحضر معه أربعة ذئاب بيضاء وأربعة غزلان بيضاء....» اعتقدت الشعوب الأتراكية الأولى أنه يمكن للشامانيين التحول إلى شكل الذئب.
في عام 769 استعان ماركيز دولة شين خلال حكم سلالة زو بالكوانرونغ للتمرد على الإمبراطور يو. لم ينسحب البرابرة حينها لكنهم أخذوا منطقة جياوهيو بين نهري الجينغ والوي ومن هناك ذهبوا مغيرين على المنطقة الوسطى من الصين، لكنهم طُردوا منها. عام 704 غزا برابرة الجبل مملكة يان، وفي عام 660 قبل الميلاد هاجموا إمبراطور سلالة الزو، شيانغ في مدينة لوه. كان الملك شيانغ متزوجًا من فتاة بربرية وجعلها ملكة وبعد أن انتهت مصالحه مع البرابرة نحّاها جانبًا، أثار هذا الأمر استياءها. تعاونت مع آخرين لهم مصلحة في مهاجمته وبذلك تمكن البرابرة من الدخول ووضعوا ملكًا آخر على العرش (كان هذا الملك الآخر هو الأخ غير الشقيق لشيانغ). وقد استمروا بالسلب والنهب حتى طُردوا عام 656 قبل الميلاد.
فيما بعد طرد الصينيون قبيلة الدي وأخضعوا كل الشيونغنو (بصورة مؤقتة على الأقل). نحو عام 456 قبل الميلاد أخذ الصينيون مقاطعة داي منهم. حاولت قبيلة الييكيو بناء حصونٍ لكن استولى الصينيون عليها خلال فترة توسعهم هذه. هنا تزداد تفاصيل السرد إذ أنها تتناول بروز سلالة تشين الحاكمة عام 221 – 206 قبل الميلاد، والذي دون شك هو سرد تاريخي أكثر من كونه أسطوري.
حملة تشين ضد الشيونغنو لعام 215 قبل الميلاد أبقتهم في الخليج، أقصوهم خارج منطقة أوردوس واستولوا عليها. عادت المشاكل بالظهور بعد انتهاء حكم سلالة تشين. هاجم الشيونغ نو مقاطعة شانكسي التي كانت تحت حكم سلالة الهان عام 201 قبل الميلاد. رشاهم غاوزو إمبراطور هان بحجر اليشم الكريم والحرير وزوجة صينية من أجل الشانيو، أو القائد. استمرت العلاقات مع الشيونغنو مضطربة وفي عام 133 قبل الميلاد سار الإمبراطور وو من سلالة هان مع 300,000 رجل لمحاربتهم. لاحقًا، بعد إحدى وثمانين سنة و14 بعثة عام 52 قبل الميلاد استسلم الشيونغنو الجنوبيون وكفّ الشماليون عن شن الهجمات. استمرت بعثات سلالة الهان العسكرية قرب حدود الصين، في حرب الهان – شيونغنو، وفي عام 89 بعد الميلاد هُزمت دولة الشيونغنو وسرعان ما انتهت.
ظلت المحاولات لتحديد هوية الشيونغنو وربطها مع جماعات لاحقة من السهوب الأوراسية الغربية أمرًا جدليًا. كان السكوثيون والسارماتيون موجودون بشكل متزامن في الغرب. كانت الهوية العرقية الأساسية للشيونغنو موضع فرضيات متعددة، لأنه لم تُحفظ إلا كلمات قليلة فقط، وبشكل أساسي ألقاب وأسماء شخصية، في المصادر الصينية. لربما يكون الاسم شيونغنو من جذر لغوي مشترك مع الهون أو الهونا، إلا أنه أمر متنازع عليه. اقتُرحت روابط لغوية أخرى –كلها مثيرة للجدل أيضًا– من قِبل باحثين منهم اللغات الإيرانية والمنغولية والأتراكية والأورالية والينيسية والتبتو بورمية أو متعددة الإثنيات.

### البرابرة الخمسة
شهدت أوائل القرن الرابع تمردًا، من خلال نهب المدن الصينية الشمالية، من قِبل الشيونغ - نو. على أي حال، أُبيدت معظم قبائل الشيونغ نو من قِبل دولة ران وي الصينية (350 – 352) بعد أمر الإبادة الصادر عن ران مين بعد نهاية حرب وي – جي، الذي قضى على ثلاثة من قبائل «البرابرة الخمسة». في ذلك القرن انشق بعض الشيونغ نو وانضموا إلى الدي باسم شعوب «البرابرة الخمسة»، كما دعاهم الصينيون، لأهداف متعلقة بحكم شمال الصين. البرابرة الخمسة هم: شيونغ نو، جيي، زي، شعب شيانغ، شيانبي، لكن تمتلك مجموعات مختلفة من المؤرخين وعلماء التأريخ تعريفاتهم الخاصة.